# Вьетнам на летних Олимпийских играх 1996
Вьетнам принимал участие в Летних Олимпийских играх 1996 года в Атланте (США) в одиннадцатый раз за свою историю, но не завоевал ни одной медали. Сборную страны представляли трое женщин и трое мужчин в 4 видах спорта.

## Результаты участников

### Лёгкая атлетика
Мужчины, 100 м
- Лам Хай Ван — 11.14 в первом туре (не прошёл дальше)

Женщины, 100 м с барьерами
- Ву Бить Хыонг — 39 место (13:85)

### Дзюдо
Женщины, 48 кг
- Као Нгок Фыонг Чинь — 1/8 финала

### Стрельба
Мужчины, пистолет, 50 м
- Чинь Куок Вьет — 44 место (535 баллов)

### Плавание
Мужчины, 200 м, на спине
- Чыонг Нгок Туан — 38 место (2: 12.05)

Женщины, 50 м вольным стилем
- Во Чан Чыонг Ан — 52 место (29.02)